# Božská invaze
Božská invaze (1981, The Divine Invasion) je sci-fi román amerického spisovatele Philipa K. Dicka. Jedná se o druhý díl autorovy gnostické „božské" VALIS trilogie (The VALIS Trilogy). Prvním dílem trilogie je román VALIS a za třetí díl je považován román Převtělení Timothyho Archera).
Román se původně jmenoval VALIS Regained (VALIS znovu nabytý) jako narážka na Miltonův epos Paradise Regained (Ráj znovu nabytý).

## Obsah románu
Román je fantaskním příběhem o boji Boha a Satana o lidskou duši ve vzdálené budoucnosti. Odehrává se zhruba dvě stě let po událostech z románu VALIS. Bůh (Jáh) prohraje souboj se zlem, duch temnoty Beliál ovládne svět a vypudí Boha na nehostinnou planetu v soustavě CY30–CY30B. Jedinou nadějí je jeho návrat (invaze) v podobě předčasně narozeného chlapce Emmanuela, trpícího poruchou paměti. O Emmanuela se stará jeho strýc Elias Tate, protože chlapovi rodiče měli vážnou nehodu. Matka při ní ještě před porodem zemřela a otec byl kvůli vnitřním zraněním umístěn do kryogenické nádrže, kde čeká na slezinu, a jeho mysl si neustále přehrává dny, kdy žil na osaměle a spokojeně ve svém dómu na metanové planetce hvězdného systému CY30-CY30B, kam emigroval ze Země kvůli bezútěšné politické situaci. Zde mu ale Jáh, zpočátku považovaný za místní horské božstvo, přikázal, aby sehrál svou roli při jeho návratu zpět na Zem.
Emmanuelovým protihráčem nebo průvodcem je dívenka Zina, která napomáhá nejen k Emmanuelově postupnému uvědomování si, kdo je, ale také k definování toho, jaký vztah by měl Bůh zaujmout k člověku. Realita, kterou v románu žijí obyčejní lidé je pouhá iluze, kterou mohou božské entity libovolně ovlivňovat a měnit. Proto přecházejí z jednoho světa do druhého a jejich život je neodvratně řízen tím, která entita (Jáh, Beliál) je zrovna u moci.

## Česká vydání
- Božská invaze, Argo, Praha 2008, přeložil Filip Krajník.